# Rapso
Rapso ist eine Stilrichtung der Musik, die in den 1970er Jahren in Trinidad und Tobago entstanden ist.

## Definition
Rapso verbindet die auf Trinidad entstandenen Musikgenres Soca und Calypso mit dem rhythmischen Sprechgesang des Rap und Elementen jamaikanischen Dubs.

## Geschichte
Der Begriff „Rapso“ ist kein Kofferwort aus „Rap“ und „Soca“ oder „Rap“ und „Calypso“, sondern ist eine Vereinfachung des (englischen) Wortes „Rhapsody“ (deutsch: Rhapsodie). Rapso entstand vor dem Hintergrund der auf Trinidad in den 1970er Jahren sehr präsenten und von zahlreichen Unruhen begleiteten Black-Power-Bewegung. Afro-Trinidadier machen etwa 40 % der Bevölkerung des Landes aus, und einhergehend mit der Black-Power-Bewegung fand in den 1970er Jahren bei trinidadischen Kulturschaffenden eine Rückbesinnung auf afrikanische Traditionen statt. Rapso-Künstler sahen sich in der Tradition westafrikanischer Griots und als Spoken-Word-Künstler. Der rhythmische Sprechgesang des Rapso steht in der Tradition der Reden der Karnevalfigur des Midnight Robbers. Mehrere Personen kommen als „Erfinder“ des Rapso in Frage; ein in diesem Zusammenhang oft genannter Künstler ist Lancelot Layne, der 1970 mit der Single Blow Way den ersten dem Genre zugeschriebenen Tonträger veröffentlichte. Mitte der 1970er Jahre machte die Sängerin Cheryl Byron den noch neuen Musikstil einer breiteren Öffentlichkeit bekannt, da sie zur Karnevalszeit im Calypsozelt von Lord Shorty (der seinerseits als Komponist des ersten veröffentlichten Soca-Liedes gilt) auftreten durfte. Der Begriff „Rapso“ selbst wurde erst in den 1980er Jahren durch den Musiker Brother Resistance geprägt.